# Jardin Suisse (Vienne)
Le Schweizergarten est un parc de Vienne, situé dans le quartier de Landstrasse, entre le parc des Belvédères au nord, le Quartier Belvedere ou Arsenalstrasse à l'ouest et l'Arsenal au sud-est.

## Histoire

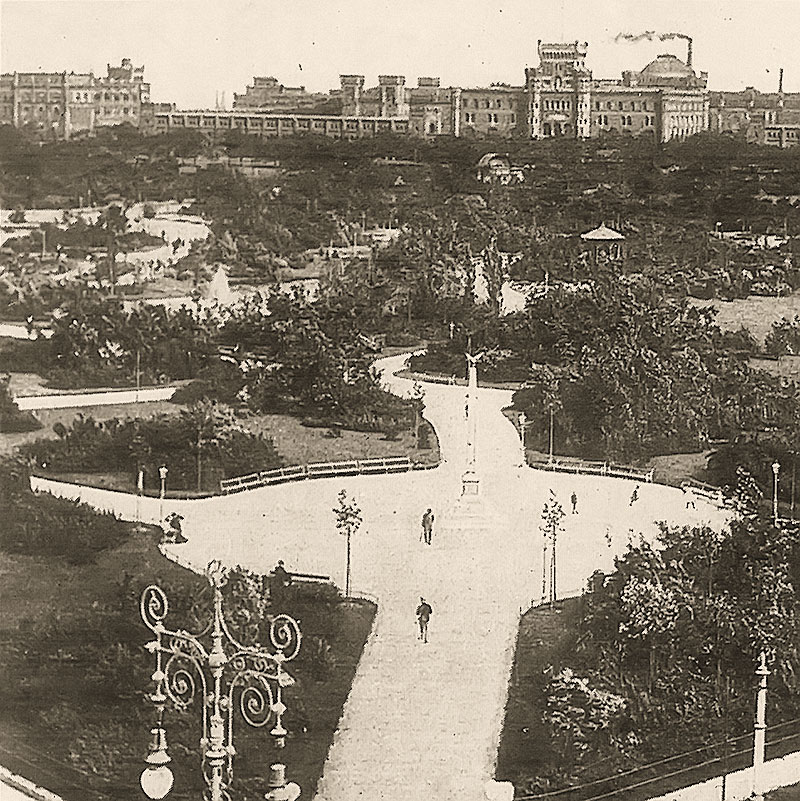
Parc Maria-Josefa, aujourd'hui jardin suisse, vers 1910, l'Arsenal en arrière-plan

Pour des raisons stratégiques, l'armée souhaitait que la zone située devant l'arsenal reste libre de toute construction, même si le mur d'enceinte de la ville avait été démoli à partir de 1894. C'est pourquoi un parc fut créé ici en 1905/1906. Le parc s'appelait à l'origine Maria-Josefa-Park en l'honneur de l'archiduchesse Maria Josefa, épouse de l'archiduc Otto. Lorsque le parc fut inauguré par le maire Karl Lueger le 5 juin 1906, la rue Belt n'était pas encore entièrement achevée. Après que l'archiduc Karl Franz Joseph, fils de Maria Josefa, soit devenu le dernier empereur d'Autriche en 1916, le parc a été brièvement nommé en l'honneur de la mère de l'empereur.
Après la fin de la Première Guerre mondiale, le parc, conçu dans le style d'un jardin anglais, fut rebaptisé en 1920 en remerciement pour l'aide généreuse que la Suisse avait apportée à la population viennoise en souffrance après la guerre. À l'époque déjà, le parc était caractérisé par un jardin de plantes alpines et des rochers avec des fontaines d'eau.

## Aujourd'hui
Depuis 1859, la zone est traversée par la voie ferrée reliant les chemins de fer du sud et du nord, ouverte à cette époque. Le tracé du train dans le parc a été modifié à la fin des années 1950 pour la ligne principale du chemin de fer express, mise en service en 1962.
Après l'Exposition universelle de Bruxelles de 1958, le pavillon autrichien a été déplacé ici et est devenu un musée du XXe siècle (20er Haus). Le 15 novembre 2011, après rénovation et agrandissement, le bâtiment a été rouvert comme succursale de la galerie autrichienne Belvedere et porte désormais le nom officieux de 21er Haus, officiellement Belvedere 21,. Il présente désormais l'art autrichien des XXe et XXIe siècles,.

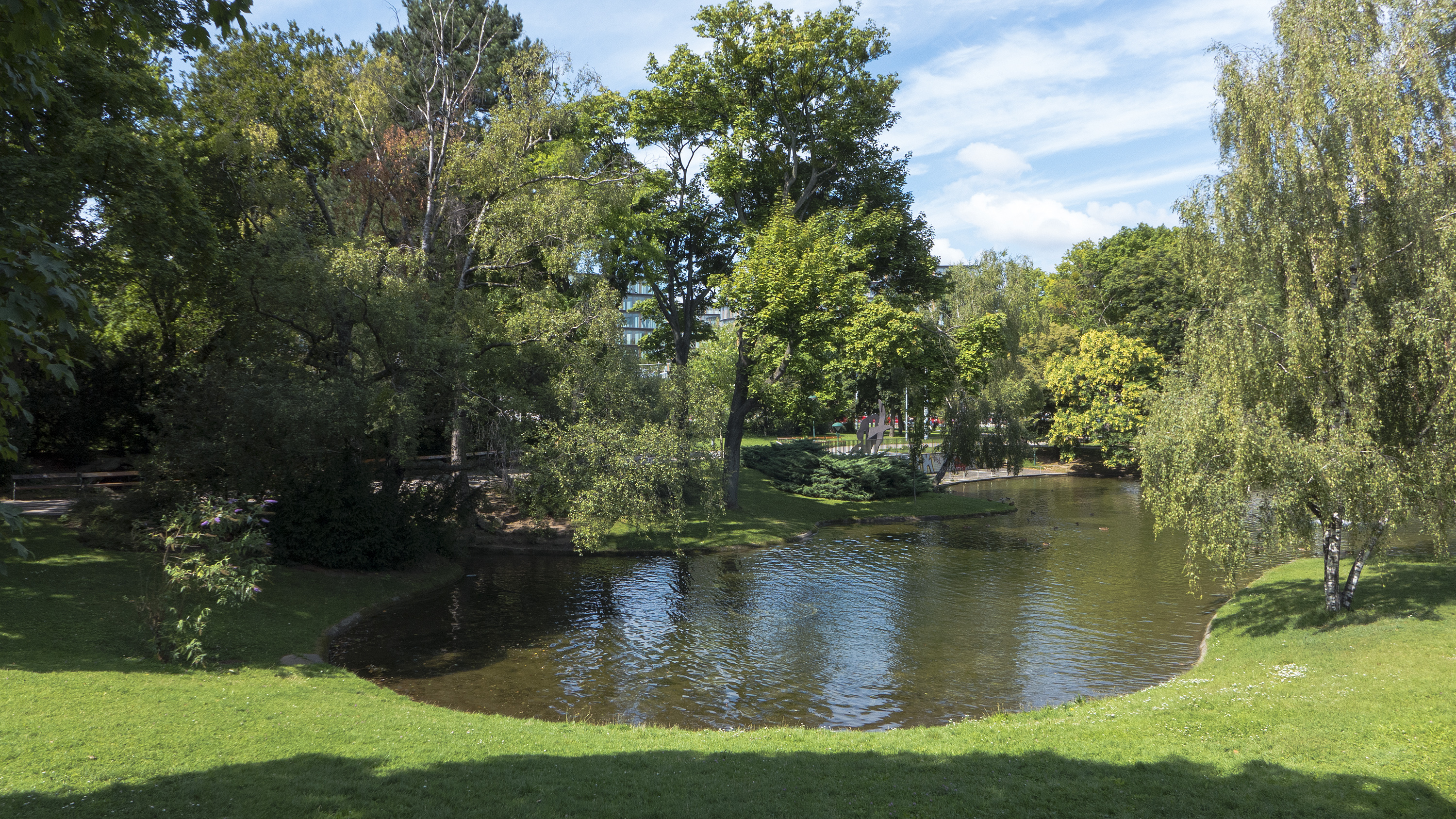
Sur les lacs du Jardin Suisse
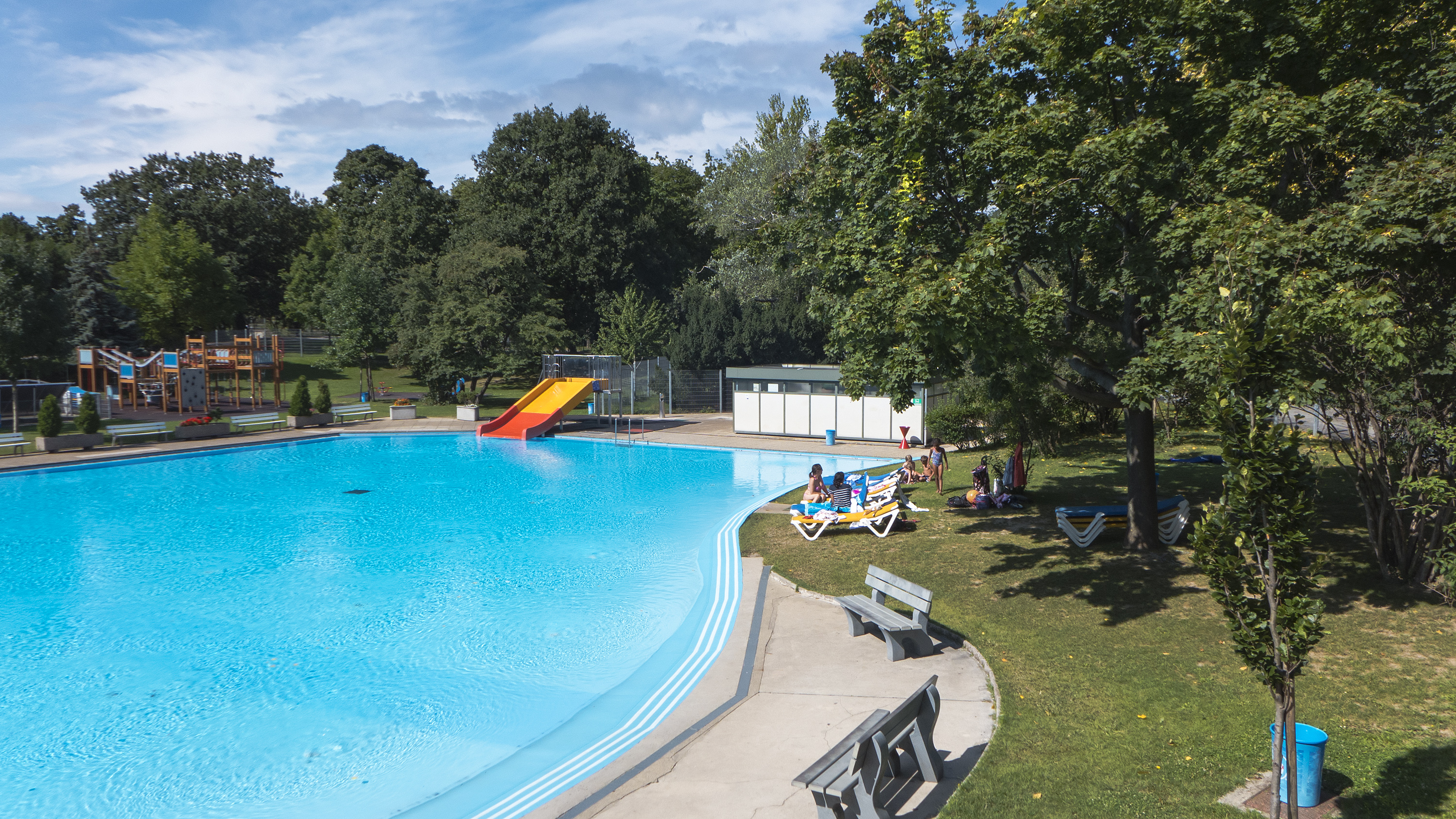
Piscine extérieure pour enfants
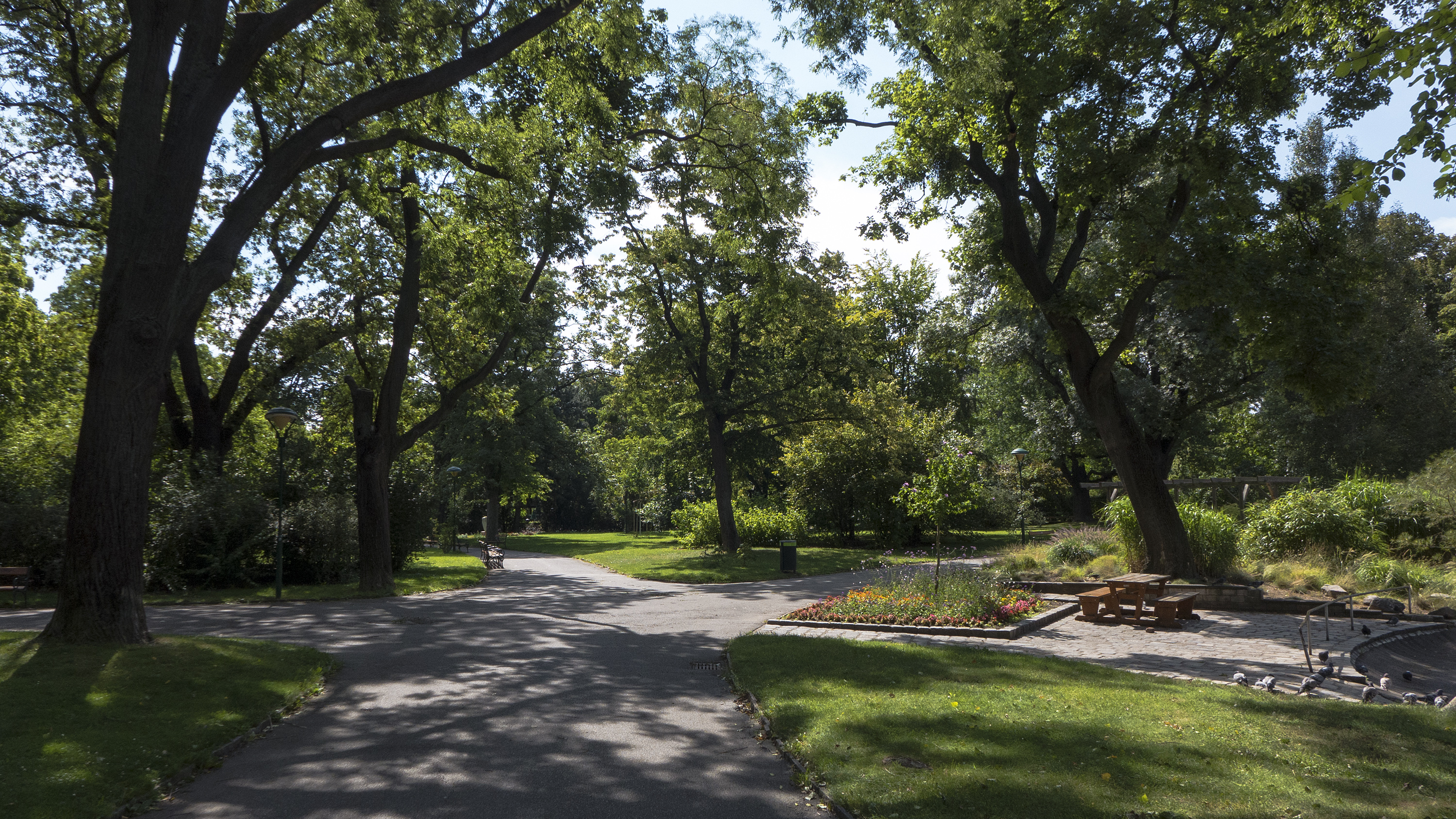
Dans le jardin suisse

### Sculptures
Le Monument fondateur de l'État, conçu par le sculpteur Heinrich Deutsch et l'architecte Berthold Gabriel, commémore la fondation de la Seconde République d'Autriche en 1945. Le monument en l'honneur de Rudolf Steiner, restauré en 2015, forme une unité thématique avec les plantes qui l'entourent.

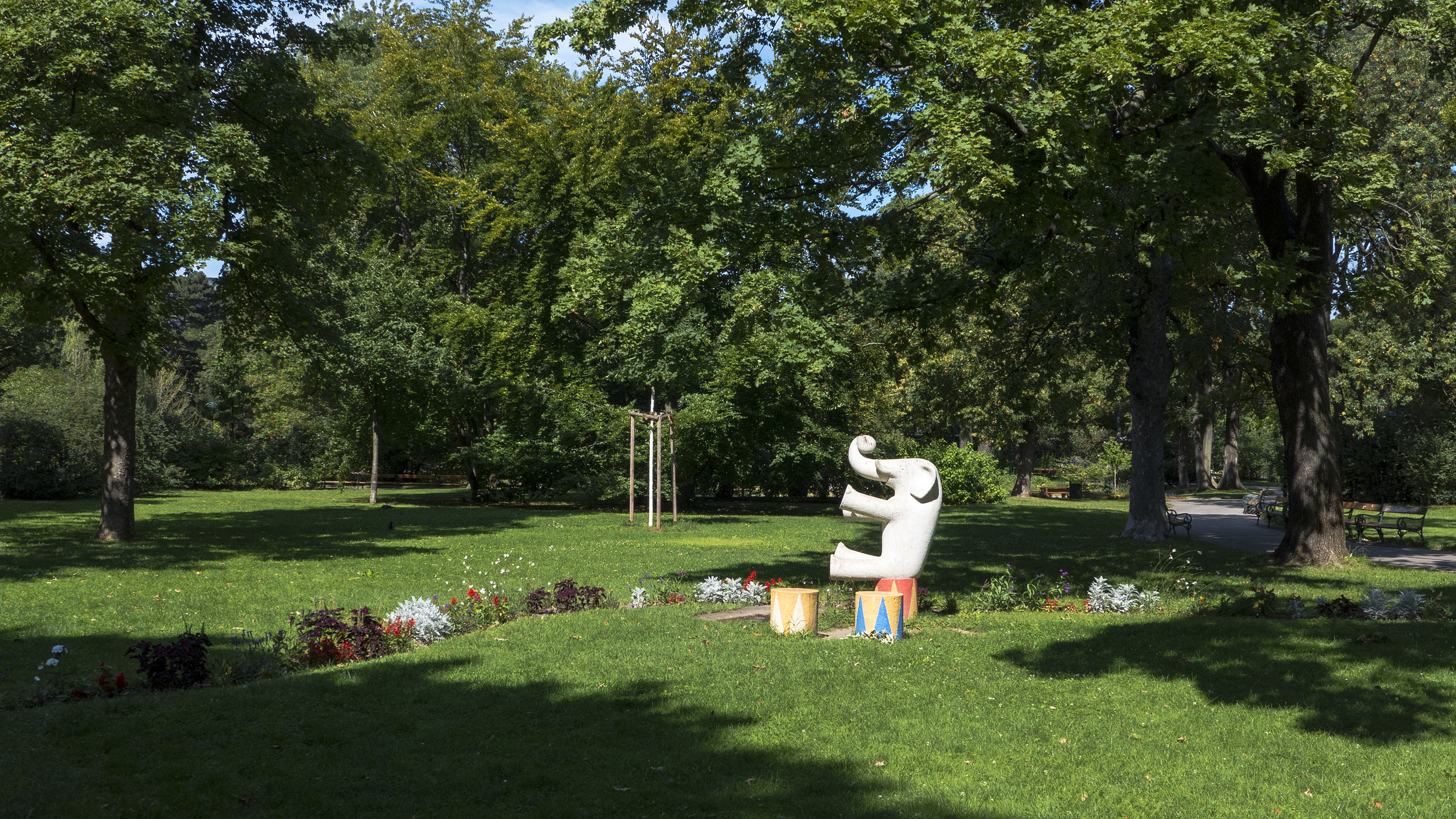
Sculpture d'éléphant
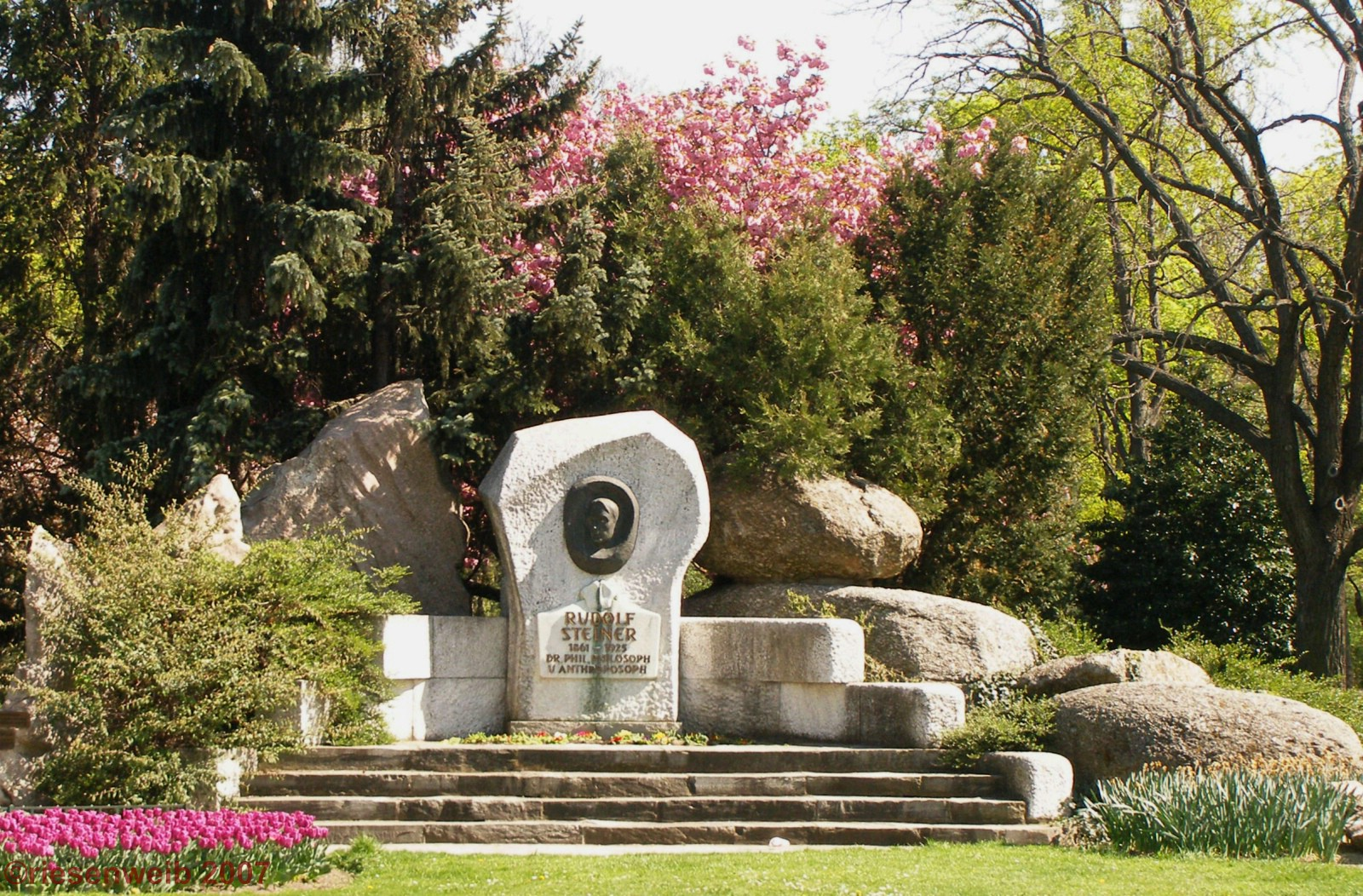
Monument à Rudolf Steiner
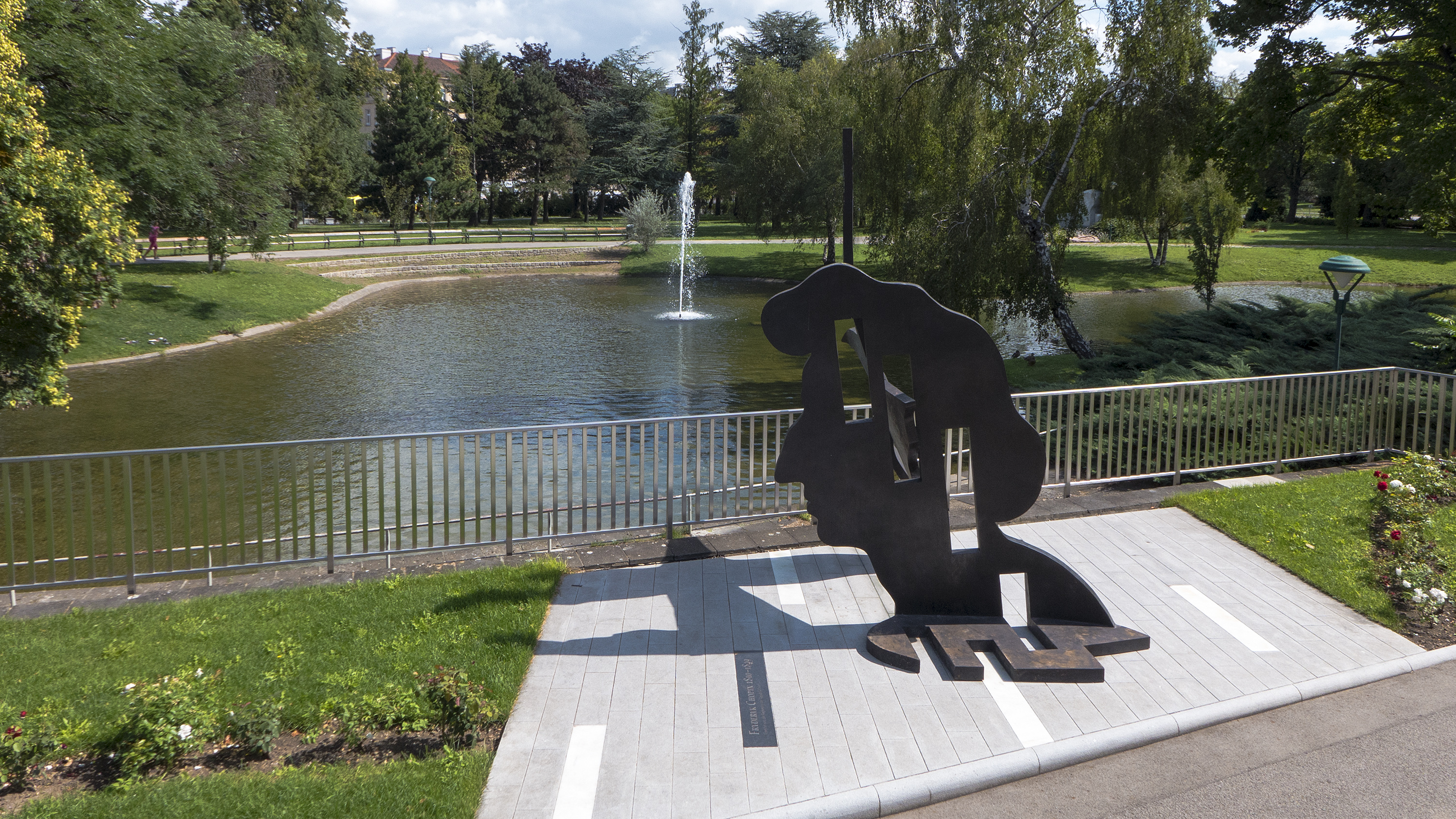
Monument à Chopin "La Note Bleue"
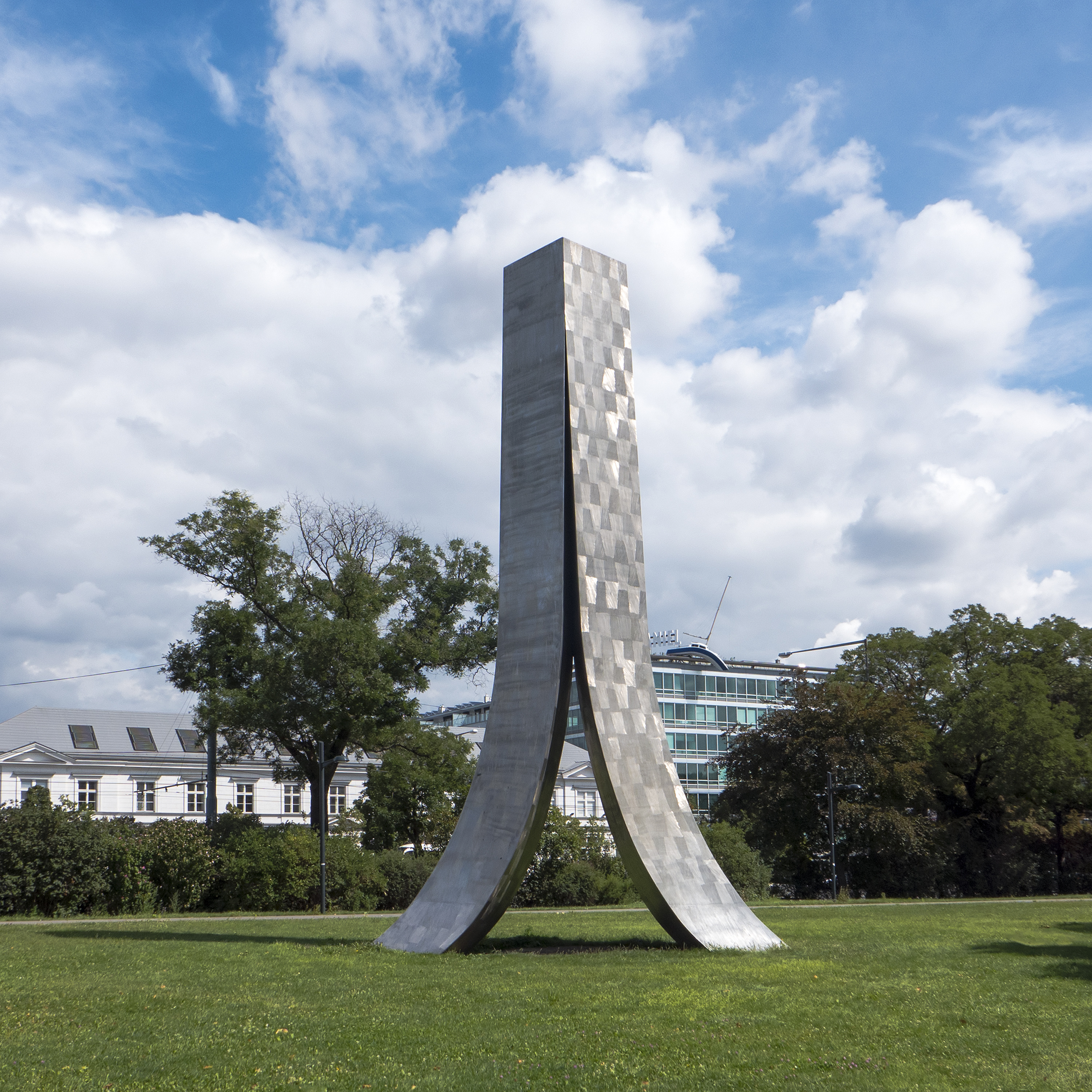
Monument d'État

## Liens web
- Jardins de la ville de Vienne – Jardin suisse
- Jardins/parcs viennois – Schweizergarten 1030 Vienne

## Source de traduction
- (de) Cet article est partiellement ou en totalité issu de l’article de Wikipédia en allemand intitulé « Schweizergarten » (voir la liste des auteurs).